# Nordin Agency
Nordin Agency är en författaragentur som representerar en rad skandinaviska författare, bland andra Camilla Läckberg, Sara Blædel, Pascal Engman, Marianne Fredriksson, Anne Swärd, Steve Sem-Sandberg, Viveca Sten, Carin Gerhardsen och Bo Balderson.
Agenturen grundades av Bengt Nordin 1990 och var Sveriges första agentur som representerade författarna direkt mot förlagen. Sedan 2007 drivs agenturen av Joakim Hansson.
Företaget har idag två kontor, ett i Malmö och ett i Stockholm. 